# Jan van Wechelen

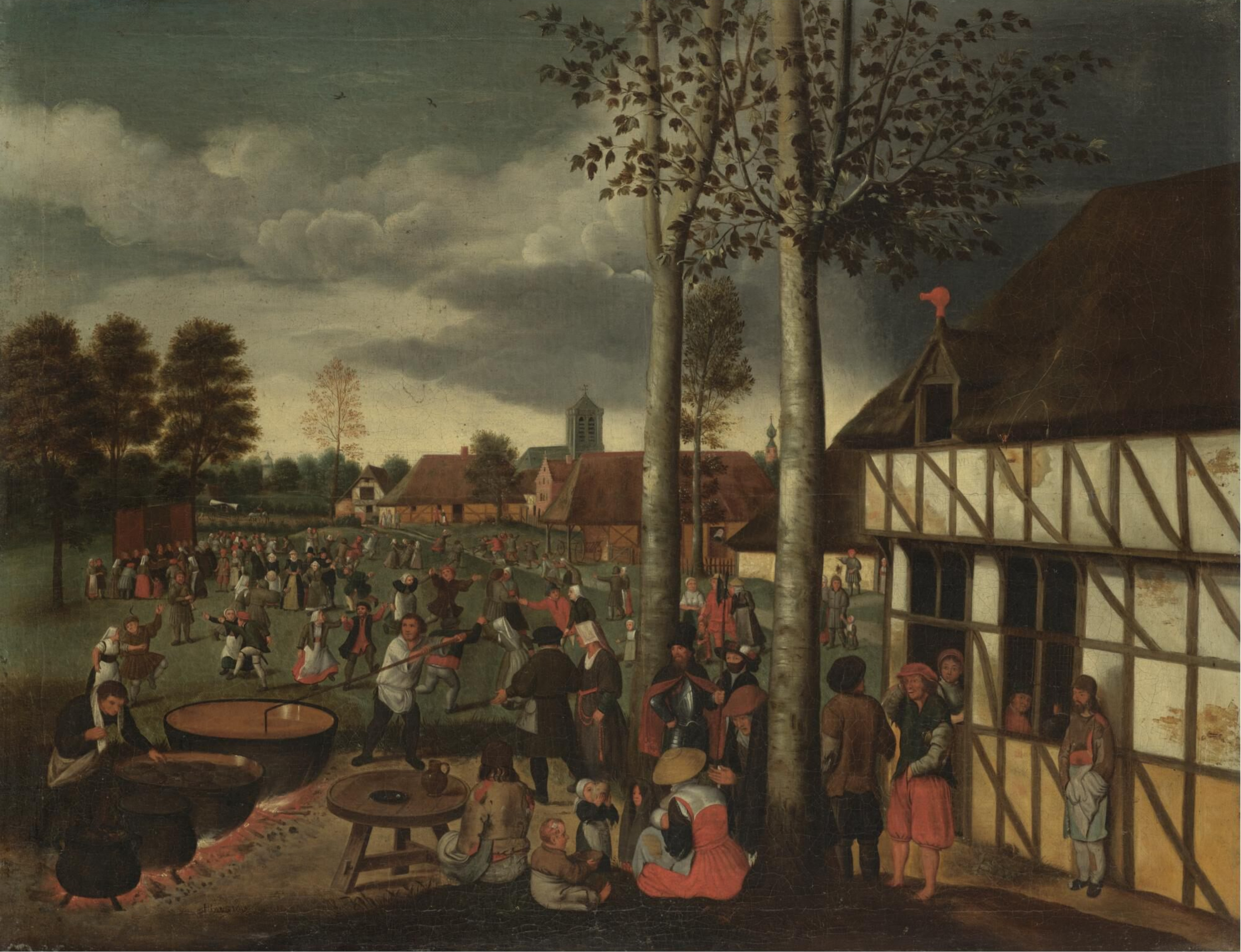
Dörflicher Jahrmarkt

Jan van Wechelen oder Hans van Wechelen (* um 1535; † um 1570) war ein flämischer Maler und Zeichner, der in der Mitte des 16. Jahrhunderts in Antwerpen tätig war. Er war vor allem für seine Landschaften, Historien- und Genrebilder geschätzt.

## Leben
Jan van Wechelen wurde zwischen 1530 und 1537 geboren. 1557 wird er das erste Mal als Jan van Wechlen erwähnt: Es heißt in den Aufzeichnungen der Antwerpener Lukasgilde, er sei der Meister eines Lehrlings Hans de Boeys gewesen.

## Wirken

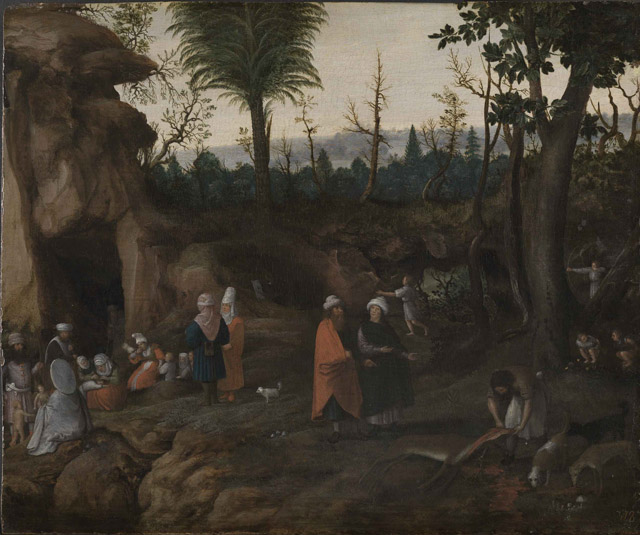
Landschaft mit Nomaden, Karlsruhe, Staatliche Kunsthalle

Lediglich einige Arbeiten von Jan van Wechelen, zumeist Landschaften, Genrebilder, religiöse Darstellungen und wenige Kircheninterieurs, sind bekannt, da ein Großteil seines Œuvres dem Bildersturm um 1566 zum Opfer fiel. Die unversehrten Arbeiten freuten sich zu Beginn des 17. Jahrhunderts großer Beliebtheit und wurden etwa von Künstlern wie Peter Paul Rubens, aber auch von Kunstsammlern Cornelis van der Geest oder Pieter Stevens geschätzt.

### Zusammenarbeit mit Cornelis van Dalem

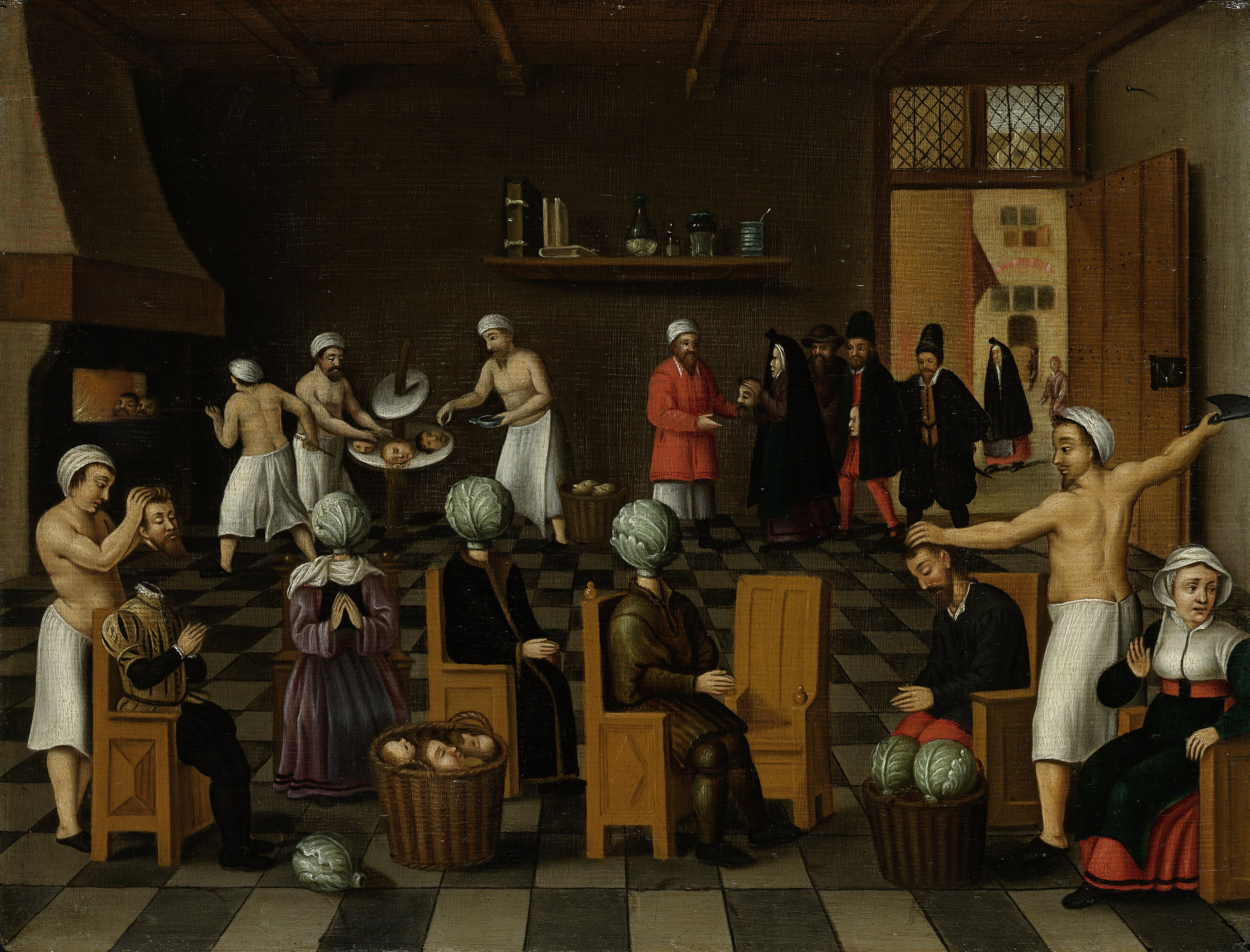
Legende vom Bäcker von Eeklo, Amsterdam, Rijksmuseum

Jan van Wechelen arbeitete des Öfteren mit seinem Antwerpener Kollegen Cornelis van Dalem zusammen. Dabei kam ihm seine Begabung als Staffagemaler zugute, der van Dalem’s Landschaften würdig mit Figurenpersonal zu füllen verstand. Mindestens vier solcher Kollaborationen sind bekannt. In der Staatlichen Kunsthalle Karlsruhe (Inv. Nr. 2509 und 2595) befinden sich zwei Landschaften mit Nomaden. Gemeinsam mit van Dalem scheint auch das Gemälde des Bäckers von Eeklo entstanden zu sein. Das Original ist verloren, doch hat sich im Amsterdamer Rijksmuseum eine Kopie erhalten (Inv. Nr. SK-A-4293), die als Dauerleihgabe an das Muiderslot vergeben ist.  Weitere Versionen und kopieren existieren bis heute. Frederik Bouttats der Jüngere fertigte einen Kupferstich des Sujets an.

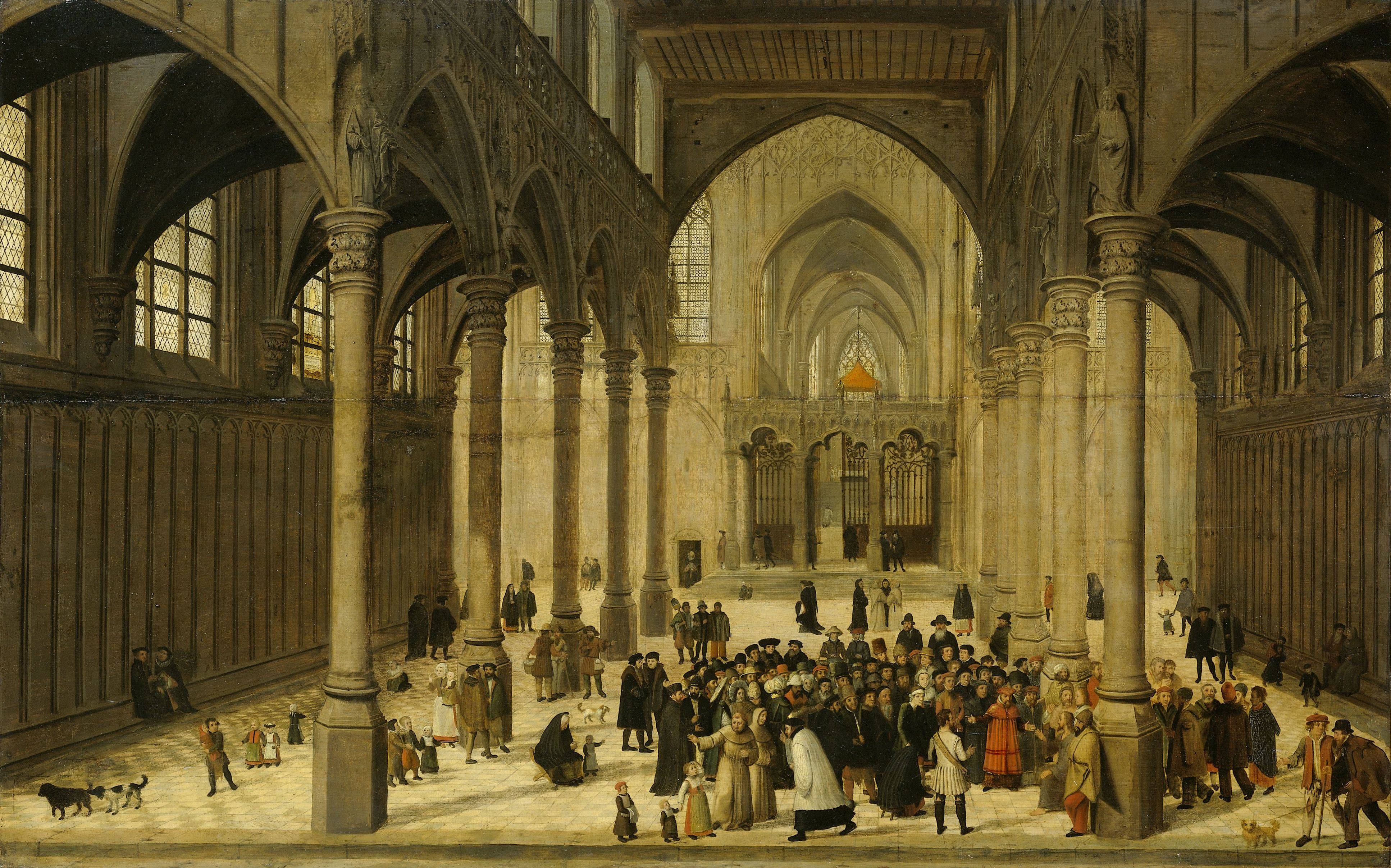
Kircheninterieur mit predigendem Christus

Auch ein Kircheninterieur mit Christus, der zu einer Menschenmenge predigt (um 1545/70, Amsterdam, Rijksmuseum, Inv. Nr. SK-A-1991), wird einer Zusammenarbeit zwischen van Wechelen und van Dalem zugeschrieben. Es zeigt ein großes Kircheninnere mit einer Menschenmenge, die Jesus Christus zuhört, der in der Nähe einer Säule sitzend predigt. Das Innere der Kirche ist ziemlich karg und die einzigen Dekorationen sind einige Skulpturen hoch oben auf den Säulen. Im Inneren der Kirche sind verschiedene Nebenszenen dargestellt wie Priester, die Kinder verjagen, ein Mann mit Spazierstock und Hund, der von einem Mann in Dornenkleidung angesprochen wird usw.
Van Dalem, sein Mitarbeiter an dieser Komposition, wurde verdächtigt, Protestant zu sein, und möglicherweise enthält die Komposition Kritik an der katholischen Kirche. Durch die Platzierung eines predigenden Jesus inmitten einer modernen Kirchenarchitektur und einer zeitgenössischen Menschenmenge sollte die Komposition möglicherweise auch vor dem Hintergrund des Bildersturms gelesen werden, der ein Nachdenken über die Rolle der religiösen Kunst in den Niederlanden ausgelöst hatte. Der Angriff auf Skulpturen und Gemälde hatte den gesamten Kirchenraum in Frage gestellt. Antworten auf die Fragen, was eine Kirche sein sollte, welche Art von Architektur geeignet war und wie sie ausgestattet werden sollte, waren dringend notwendig geworden.

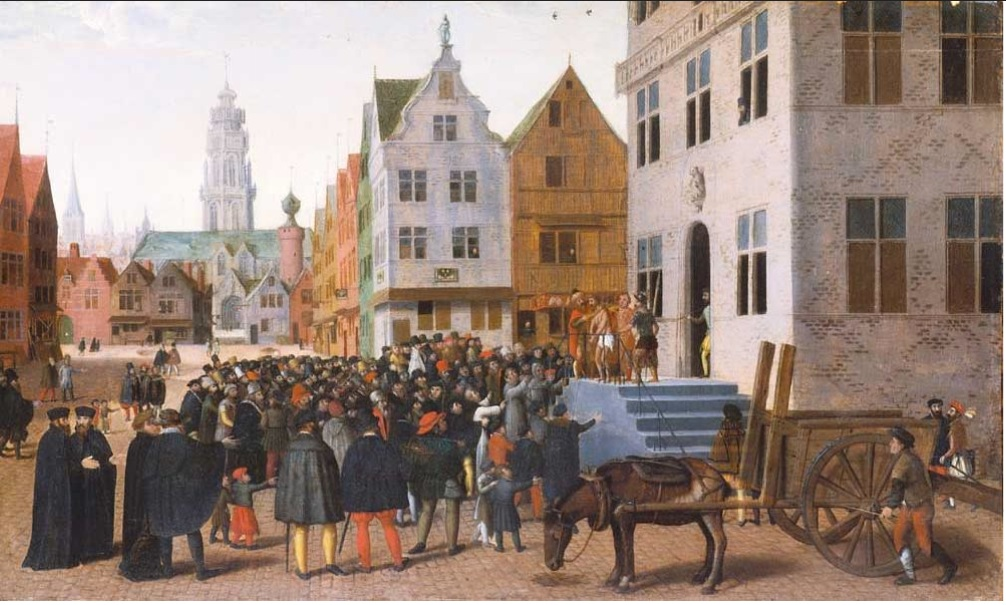
Ecce Homo

### Jahrmarktbilder
Jan van Wechelen schuf drei Versionen einer Komposition, die eine Dorfkirmes mit fröhlich feiernden Bauern darstellt. Die erste, auf eine Tafel gemalte Version befindet sich heute in einer europäischen Privatsammlung, während zwei andere Versionen am 1. April 1992 (Lot 57, Öl auf Holz) bzw. am 5. Dezember 2007 (Lot 19, Öl auf Leinwand) bei Sotheby’s verkauft wurden.
Jan van Wechelen gelang es in diesen Genreszenen, die Kirmes zum Leben zu erwecken. Er stand Pieter Bruegel dem Älteren in seiner Fähigkeit nahe, diese malerischen Szenen mit einer großen Anzahl von Figuren mit komischen und reizvollen Haltungen zu beleben. Der Realismus in seinen Genrebildern verrät einen eher profanen Geist, während seine Linienführung mit klar betonten Formen sein Werk mit den rigoristischen Tendenzen verbindet, die sich um 1540 in den Niederlanden entwickelten.

### Religiöse Darstellungen

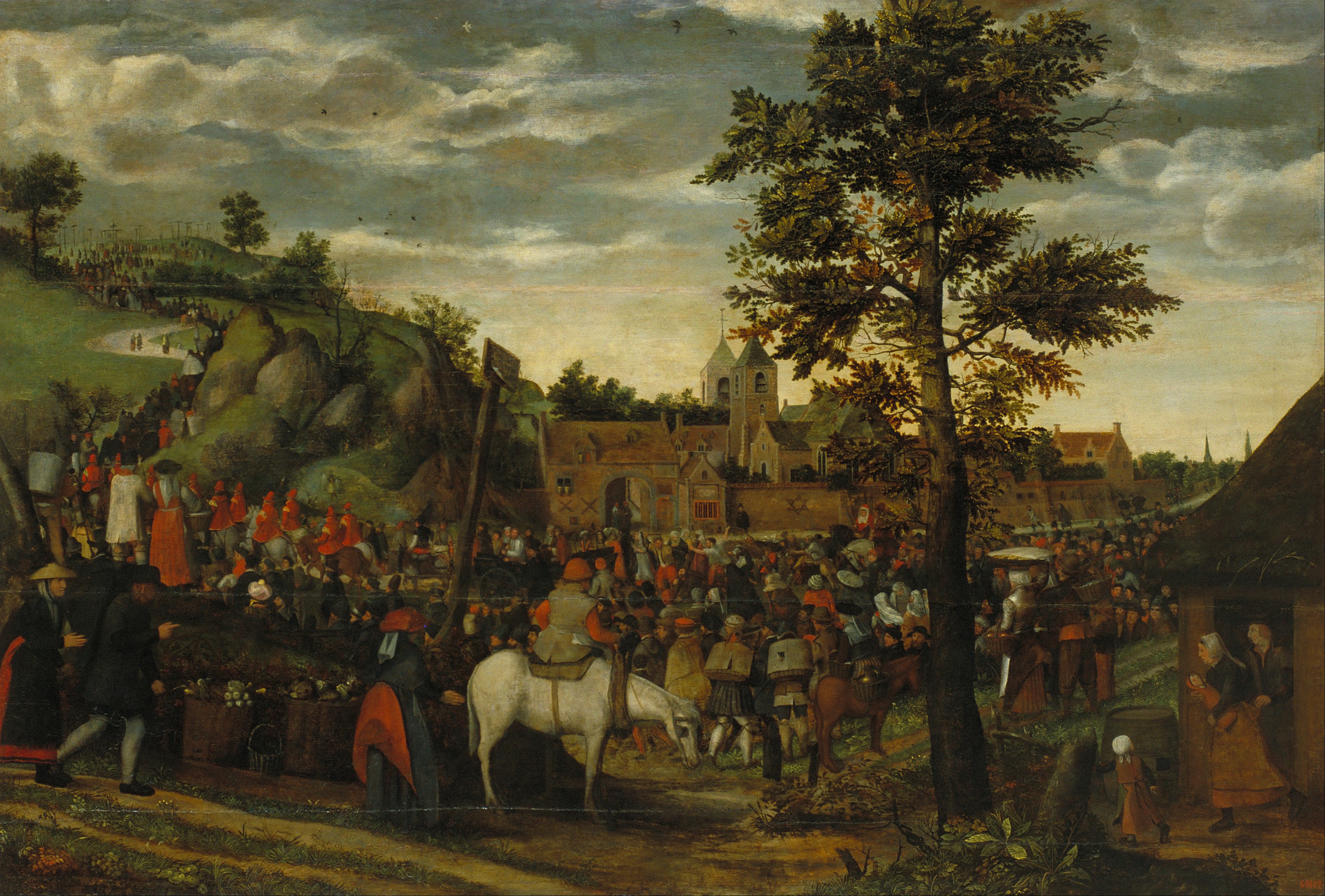
Kreuztragung, Barcelona, Museu Nacional d’Art de Catalunya

Jan van Wechelen malte eine Reihe von religiösen Kompositionen. Sein Ecce Homo (Indianapolis, Indianapolis Museum of Art) stellt ein in der flämischen Kunst des 15. Jahrhunderts beliebtes Thema an einem regionalen Schauplatz dar. Der Zeitgenosse Gillis Mostaert verfuhr ähnlich und zeigt die Szene auf dem Hauptplatz von Antwerpen.
Jan van Wechelen malte mindestens zwei Versionen eines Weges zum Kalvarienberg. Eines der Gemälde befindet sich im Museu Nacional d’Art de Catalunya in Barcelona (Inv. Nr. 069107-000) und das andere in einer Privatsammlung (ehemals Sammlung Oppenheimer).